# Phương diện quân Thảo Nguyên
Phương diện quân Thảo Nguyên (tiếng Nga: Степной фронт), còn gọi là Phương diện quân Step, là một tổ chức tác chiến chiến lược của Hồng quân Liên Xô trong Thế chiến thứ hai. Địa bàn tác chiến chủ yếu của phương diện quân này ở miền trung Nga và miền đông Ukraina.

## Lịch sử
Phương diện quân Thảo Nguyên được thành lập vào ngày 9 tháng 7 năm 1943, trên cơ sở chỉ thị ngày 30 tháng 4 năm 1943 của Stavka về việc thành lập một phương diện quân dự bị mới ở vùng Voronezh. Trước đó, ngày 6 tháng 4 năm 1943, Phương diện quân Dự bị được thành lập lần thứ 3, với biên chế ban đầu gồm bộ khung chỉ huy của Tập đoàn quân Dự bị 2 (được tăng cường bởi một số sĩ quan và hạ sĩ quan dự bị), các tập đoàn quân 27, 52, 53, 46, 47, tập đoàn quân xe tăng 4, tập đoàn quân không quân 5 và 8 quân đoàn cơ động (xe tăng, xe tăng cận vệ, và cơ giới). Hầu hết các đơn vị này được điều động từ các chỉ định lại từ các phương diện quân Tây Bắc, Bắc Kavkaz hoặc từ lực lượng dự trữ của Bộ Tổng tư lệnh Tối cao. Ngày 13 tháng 4 năm 1943, Stavka ra quyết định đổi tên Phương diện quân Dự bị thành Quân khu Thảo Nguyên (Степной военный округ), có hiệu lực vào ngày 15 tháng 4.
Đến ngày 9 tháng 7 năm 1943, Quân khu Thảo Nguyên được tổ chức lại thành Phương diện quân Thảo Nguyên. Về địa bàn tác chiến, Phương diện quân Thảo Nguyên hợp nhất các lực lượng từ các khu vực hậu bị của Liên Xô đến phía Tây của Kursk dọc theo tuyến Tula-Yelets-Stary Oskol-Rossosh (Тула-Елец-Старый Оскол-Россошь), bao gồm cả những đơn vị được rút ra từ các trận chiến ở Stalingrad, Leningrad và một số chiến trường khác để được tổ chức lại.

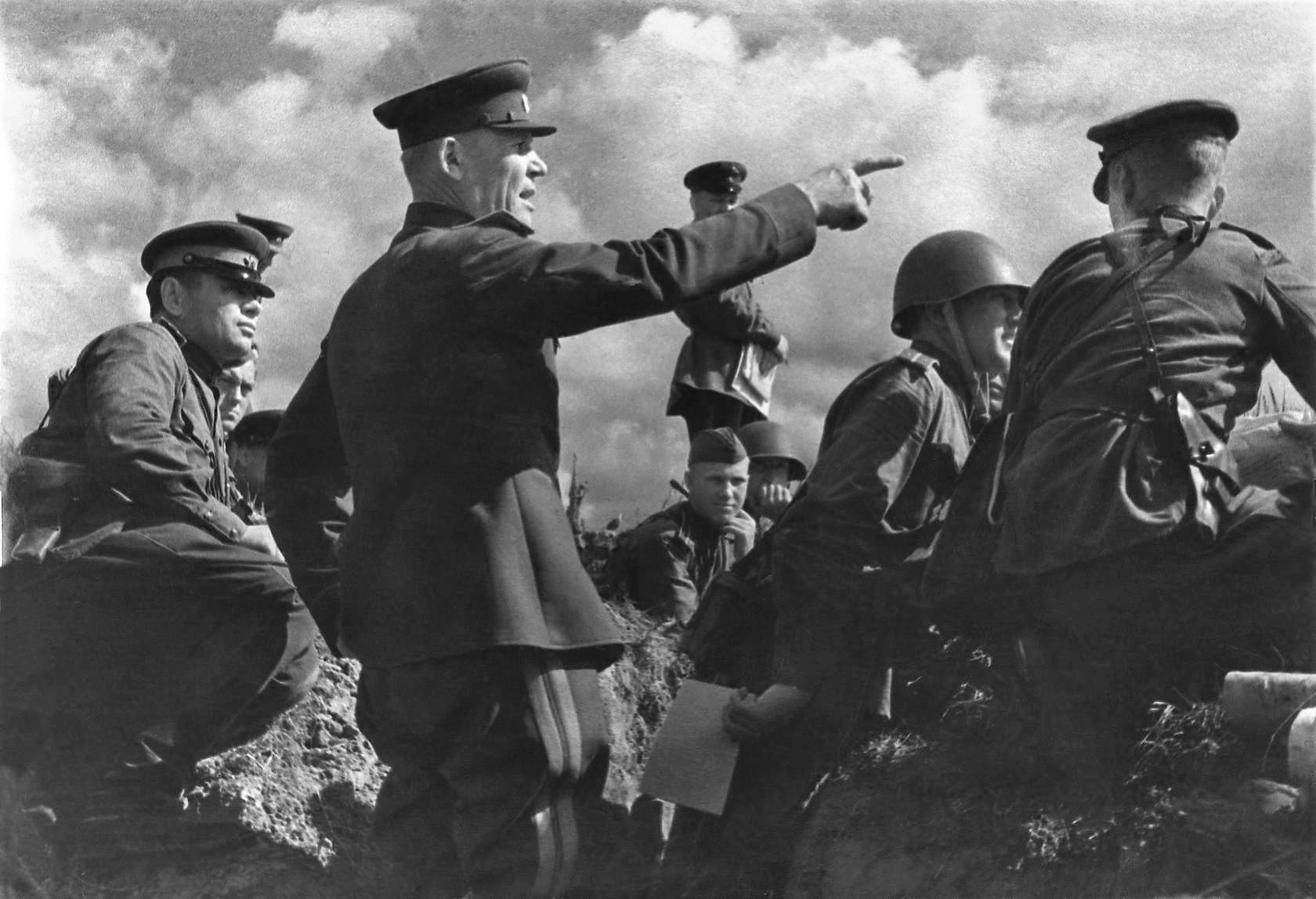
Thượng tướng Ivan Konev, Tư lệnh phương diện quân, chỉ huy trong Trận Vòng cung Kursk.

Biên chế khi mới thành lập của Phương diện quân Thảo Nguyên gồm các tập đoàn quân 27, 47, 53 và tập đoàn quân không quân 5. Ban đầu, các lực lượng của phương diện quân triển khai dự bị cho các phương diện quân Trung Tâm và Voronezh. Ngoài ra, phương diện quân còn chuẩn bị cho trong trường hợp ngăn chặn quân Đức đột phá trên các tuyến phòng thủ. Trong Chiến dịch phòng ngự - phản công Kursk, ngày 17 tháng 7, lực lượng phương diện quân đã phối hợp với Phương diện quân Voronezh tiến hành phản kích vào các đợt vị của Đức đột phá ở cánh Nam mỏm lồi Kursk và đến ngày 23 tháng 7 đã đẩy lùi được Cụm tập đoàn quân Trung Tâm của Đức về lại tuyến xuất phát như trước khi trận chiến bắt đầu.
Ngày 3 tháng 8, lực lượng phương diện quân đã phối hợp với Phương diện quân Voronezh, đã tiến hành cuộc tấn công theo hướng Belgorod-Kharkov. Ngày 5 tháng 8, lực lượng của tập đoàn quân 69 và tập đoàn quân cận vệ 7 đã chiếm được Belgorod. Sau đó, thừa thế phát huy chiến quả, phương diện quân đã phát triển cuộc tấn công, giải phóng Kharkov vào ngày 23 tháng 8.
Cuối tháng 8 - đầu tháng 9 năm 1943, phương diện quân đã phát động chiến dịch tấn công Poltava-Kremenchug vào tả ngạn Ukraina trong chiến dịch Dnieper. Trên cả 2 hướng Poltava-Kremenchug và Krasnograd-Thượngr Dnieper, lực lượng của phương diện quân đã đánh bại các tập đoàn quân số 8 và tập đoàn quân xe tăng số 1 của Đức và tiến đến Dnieper vào cuối tháng 9, vượt qua và chiếm được đầu cầu trên hữu ngạn sông.
Trong nửa đầu tháng 10, phương diện quân đã tiến hành những trận chiến khốc liệt để giữ và mở rộng các đầu cầu, dần dần hợp nhất chúng thành một đầu cầu chung ở phía nam Kremenchug. Ngày 15 tháng 10, phương diện quân phát động một cuộc tấn công từ đầu cầu về phía Pyatikhatka và Krivoy Rog. Phối hợp với các mặt trận khác, phương diện quân đã nghiền nát tuyến phòng thủ "Bức tường phía Đông của Đức.
Ngày 20 tháng 10 năm 1943, Phương diện quân Thảo Nguyên được đổi tên thành Phương diện quân Ukraina 2.
Lãnh đạo phương diện quân
- Tư lệnh phương diện quân: Thượng tướng I.S. Konev
- Ủy viên Hội đồng Quân sự: Trung tướng xe tăng I.Z. Susaykov
- Tham mưu trưởng: Trung tướng M.V. Zakharov

## Biên chế chủ lực

### 1 tháng 10 năm 1943
- Tập đoàn quân cận vệ 5
- Tập đoàn quân cận vệ 7
- Tập đoàn quân 37
- Tập đoàn quân 46
- Tập đoàn quân 53
- Tập đoàn quân 57
- Tập đoàn quân không quân 5